# Cuarteto de cuerda n.º 1 (Ives)
El Cuarteto de cuerda n.º 1 From the Salvation Army" ("Del Ejército de Salvación") es una de las obras más estudiadas del famoso compositor Charles Ives. La obra es para el típico cuarteto de cuerda: 2 violines, viola y chelo. Tiene cuatro movimientos:

## I. Andante con moto
El primer movimiento es de forma fugada y es considerada separada del resto debido a su diferencia en tono. Esta obra también se encuentra como tercer movimiento de la Sinfonía n.º 4 de Ives, arreglada para gran orquesta sinfónica. Los historiadores consideran que el sujeto de la fuga está basado en el "Missionary hymn" y el contrasujeto lo está en "Coronation". 

## II. Allegro
El segundo movimiento está en forma ABA. De la sección "A" se dice que está basada en el himno "Beulah Land", que es muy evidente si es que la melodía es familiar para el oyente. De la sección B se dice que está basada en "Shining Shore", que también es usada en la sección B del tercer y cuarto movimiento. 
Este uso del mismo tema o melodía en varios movimientos es un ejemplo de la forma cíclica, en la que se busca unificar la obra al usar temas similares en varios movimientos. 

## III. Adagio Cantabile
Del primer tema del tercer movimiento se dice que está basado en el himno "Nettleton", y es un perfecto ejemplo de cómo Ives cambiaba los himnos para hacerlos suyos y desarrollarlos de diferentes maneras. Ives tomó el himno "Nettleton" y cambió el final de modo que pudiese desarrollarlo a lo largo de la sección A. La sección B, como ya hemos mencionado, se cree que está basado en una versión invertida de "Shining Shore". 

## IV. Allegro Marziale
El cuarto movimiento es uno de los primeros usos de polimetro por parte de Ives: mezcla los compases de 3/4 con 4/4. Del tema principal se dice que está basado tanto en "Coronation" como en "Stand up for Jesus". "Shining Shore" conecta estos dos himnos en la sección B. La obra termina con una cadencia plagal (IV-I), reforzando el marcado uso de himnos en la obra. (Los himnos típicamente terminan en cadencias plagales).

## Esbozos
Burkholder realizó un buen trabajo de analizar los esbozos y apuntes de Ives para verificar el uso de varios de esos himnos. Ives notoriamente escribió los himnos completamente en los apuntes y usó fragmentos y obra para componer el cuarteto que conocemos.
J. Peter Burkholder (uno de los estudiosos más importantes de Ives) dice que los temas principales de esta obra son parafraseados de himnos protestantes familiares tales como "Beulah Land", "Shining Shore", "Missionary Hymn" y "Nettleton", solo por nombrar unos cuantos.
- Datos: Q3413883